# 眼斜肌
眼斜肌是使眼球斜着轉動的肌肉。

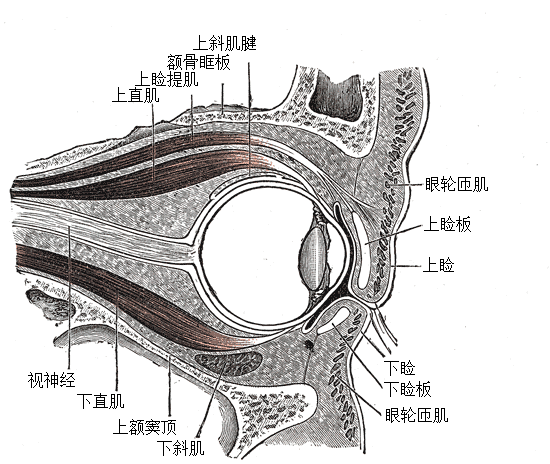
眼斜肌

每隻眼有兩塊外斜肌。下斜肌圍繞眼球下側延伸到眼眶接近鼻子的部分。上斜肌從眼球向前延伸，並通過稱為滑車的軟骨迴路急轉彎。滑車的作用像一個滑輪，因此眼球可向下或向外轉動。

### 來源
书籍
- 《人體學習百科》 貓頭鷹出版社 ISBN 957-9684-11-1

## 外部連結
- 解剖學(Anatomy)-肌肉(muscle)-Eye extrinsic muscles(眼外在肌) （页面存档备份，存于）